# Peter Thiel (Skilangläufer)
Peter Thiel (* 15. Oktober 1943 in Klingenthal) ist ein deutscher Skilangläufer. Er nahm für die DDR 1968 an den Olympischen Winterspielen teil und startete zu seiner aktiven Zeit für den SC Dynamo Klingenthal.

## Karriere
Bei den DDR-Skimeisterschaften 1965 konnte er national seine ersten Erfolge feiern. Über die 50 Kilometer gewann er hinter Kurt Albrecht und Gerhard Lorenz die Bronzemedaille und gemeinsam mit der Staffel vom SC Dynamo Klingenthal gewann er im Staffelrennen die Silbermedaille.
Vom Nationalen Olympischen Komitee der DDR wurde er für die Olympischen Winterspiele 1968 in der französischen Stadt Grenoble nominiert und durfte dort über die 15 Kilometer und in der Staffel an den Start gehen. Über die 15 Kilometer belegte er den 37. Platz und gemeinsam mit Gerhard Grimmer, Axel Lesser und Gert-Dietmar Klause belegte er im Staffelrennen den siebten Platz. Bei den DDR-Skimeisterschaften 1968, welche nach den Olympischen Spielen ausgetragen wurde, belegte er über die 15 Kilometer hinter Gert-Dietmar Klause, Axel Lesser und Dieter Speer den vierten Platz. Über die 30 Kilometer verpasste er durch den fünften Platz ebenso eine Medaille. Im Gegensatz dazu konnte er im Staffelwettbewerb gemeinsam mit Günter Stützner, Peter Lorenz und Gert-Dietmar Klause den deutschen Meistertitel gewinnen.